# ديفيد جونز (رجل أعمال)
ديفيد جونز (بالإنجليزية: David Jones)‏ هو شخصية أعمال بريطاني، ولد في 9 نوفمبر 1966.